# El príncipe Baltasar Carlos con un enano
El príncipe Baltasar Carlos con un enano es un cuadro pintado por Diego Velázquez en 1631 que se conserva en el Museo de Bellas Artes de Boston desde 1901.

## Descripción
En este retrato el príncipe aparece vestido con uniforme de capitán general, adaptado a su condición infantil pero incluyendo la banda, la bengala que porta en la mano derecha y la espada.
El enano lleva una manzana y un sonajero, elementos más pueriles que pueden dar a entender que el heredero de la monarquía más poderosa de Europa no necesita juguetes sino instrucción militar y formación para poder gobernar sus dominios en un futuro. 
La posición estática del príncipe y el dinamismo de la figura del enanito hacen pensar a algunos especialistas que la figura de Baltasar Carlos sería un cuadro, ante el que su bufón se vuelve para contemplarlo.